# وست‌فیلد اس‌ایت
وست‌فیلد اس‌ایت (Westfield SEight) خودرویی است که از سال ۱۹۹۱ تا کنون تولید شده‌است. 
این خودرو در کلاس خودرو اسپورت قرار گرفته، طراحی آن خودروهای موتور جلو-محور عقب بوده طول آن در حالت طبیعی ۳٬۳۴۰ میلیمتر (۱۳۱ اینچ)، عرض آن در حالت طبیعی ۱٬۶۱۰ میلیمتر (۶۳ اینچ) و  وزن آن در حالت طبیعی ۶۵۷ کیلوگرم (۱٬۴۴۸ پوند)  است. 